# USA:s värsta seriemördare
USA:s värsta seriemördare (engelska: Invisible Monsters: Serial Killers in America) är en amerikansk dokumentärserie från 2021 som hade premiär på TV4 och TV4 Play den 16 mars 2023.Serien är producerad av Raymond H. Chan, Cynthia Childs och Stuart Jones. Första säsongen består av sex avsnitt. Serien är baserad på verkliga händelser.

## Handling
Serien kretsar kring fem av USA:s mest ökända seriemördare och ställer frågar hur de kunde hålla sig undan rättvisan under så lång tid. De fem massmördarna är Ted Bundy, John Wayne Gacy, Jeffrey Dahmer, Gary Ridgway och Dennis Rader. Serien ställer även frågan vad var det som fick dem att bli massmördare? Överlevare, brottsutredare, psykologer, brottsoffers familjemedlemmar och andra med kunskap delger sina berättelser.